# NHL Entry Draft 2003
2003 NHL Entry Draft var den 41:e NHL-draften. Den ägde rum 21–22 juni 2003 i Gaylord Entertainment Center som ligger i Nashville, Tennessee, USA.
Pittsburgh Penguins var först ut att välja spelare och de valde målvakten Marc-Andre Fleury.